# 陳穎妍
陳穎妍（英語：Anita Chan，1978年4月14日—），香港女演員，為前無綫電視女藝員，2012年轉投香港電視網絡，前香港電視網絡旗下合約女藝員。

## 簡歷
陳穎妍早年就讀嘉諾撒聖方濟各學校、何東中學（中一至中五；1995年）和玫瑰崗學校（中學部、預科）。最初加入嘉音唱片成為女歌手，然而唱片公司全面撤出香港，因而未有推出專輯。參選1999年香港小姐落選後，與無綫電視簽約成為旗下女演員，最初擔任無線電視深夜節目《翡翠音樂幹線》主持，後來由主持轉為演員，並參與演出多部電視劇集，首部參演的電視劇為《情牽百子櫃》，其後作品有《情事緝私檔案》、《黑夜彩虹》等。
2002年，陳穎妍亦曾有一首單曲《異國夜行》派台，更成為《勁歌金曲》挑戰歌，更計劃出碟，但最後不了了之。2012年，她轉投香港電視網絡，成為香港電視網絡旗下合約女藝員。原因出於香港電視的演出機會比無線多，且有擔任主角的機會。目前，2015年約滿前，陳穎妍參演過電視劇《第二人生》、《開腦儆探》以及《導火新聞線》中，皆有重要的戲份。

## 個人生活
2002年，被傳媒發現與辰達永安老闆陳若磐在灣仔萬麗酒店短敍，同場還有超級富豪李兆基二公子李家誠與新歡。
2006年8月，傳媒報導陳穎妍介入倪震與周慧敏的戀情，成為第三者。陳穎妍亦承認倪震曾對她展開追求，此報導最後亦不了了之。
陳穎妍養了一隻愛犬「檸檬」。

## 演出作品

### 節目主持（無綫電視）
- 1999-2000《娛樂串燒三姊妹》
- 1999-2001 《翡翠音樂幹線》
- 1999《和味煮食會社》
- 2000《歡樂滿東華》
- 2002《康泰最緊要好玩-南非》
- 2004《秀出美麗人生2004》
- 2004《Do姐！別惹我》
- 2008《師父駕到》

### 電視劇（內地）
- 2006：《天涯我和你》（飾：鳳娘）
- 2007：《芬芳雪地》（飾：夏思仁）

### 電視劇（無綫電視）
| 年度   | 劇名                 | 角色             |
| 2002年 | 《情牽百子櫃》       | Ann              |
| 2002年 | 《情事緝私檔案》     | 陳 慧            |
| 2002年 | 《皆大歡喜》         | 老闆妾           |
| 2003年 | 《繾綣仙凡間》       | 依 蘭            |
| 2003年 | 《黑夜彩虹》         | 樂秀雲           |
| 2003年 | 《富豪海灣非凡情緣》 | 護 士            |
| 2004年 | 《棟篤神探》         | 高 楓            |
| 2005年 | 《御用閒人》         | 相 思            |
| 2005年 | 《蓋世孖寶》         | 貞 娘            |
| 2006年 | 《高朋滿座》         | 張惠蘭           |
| 2006年 | 《法證先鋒》         | 韓麗敏（Vivian） |
| 2006年 | 《匯通天下》         | 慧太妃           |
| 2007年 | 《突圍行动》         | Rita             |
| 2007年 | 《緣來自有機》       | 蘇碧珊（Betty）  |
| 2007年 | 《爸爸閉翳》         | 何小蓮（Ivy）    |
| 2007年 | 《寫意人生》         | Tracy            |
| 2008年 | 《與敵同行》         | 寶               |
| 2009年 | 《古靈精探B》        | 文初初（May）    |
| 2009年 | 《美麗高解像》       | 孔嘉琳           |

### 電視劇（香港電視）
| 年度   | 劇名           | 角色              | 性質       |
| 2015年 | 《第二人生》   | 關彩妮（Charlie） | 第四女主角 |
| 2015年 | 《導火新聞線》 | 袁美儀（Emily）   | 第四女主角 |
| 2015年 | 《夜班》       | 徐嘉敏（Carman）  | 客串       |
| 2015年 | 《開腦儆探》   | 趙明芳（Maggie）  | 第二女主角 |

### 電影
| 年度   | 劇名                         | 角色            | 性質       |
| 1999年 | 《七月十四2之信不信有你》    | -               |            |
| 1999年 | 《天旋地戀》                 | June            |            |
| 2002年 | 《陰陽路十三》               | 阿柯            | 女主角之一 |
| 2002年 | 《陰陽路十四》               | 阿柯            | 女主角之一 |
| 2002年 | 《陰陽路十五之客似雲來》     | 阿柯            | 女主角之一 |
| 2002年 | 《陰陽路十六之監房有鬼》     | 阿柯            | 女主角之一 |
| 2003年 | 《陰陽路十七之鬼上身》       | -               |            |
| 2003年 | 《陰陽路十八之我對眼見到鬼》 | -               |            |
| 2003年 | 《妒忌》                     | -               |            |
| 2003年 | 《江湖篇之金牌之手》         | -               |            |
| 2004年 | 《妒火線》                   | -               |            |
| 2004年 | 《色戒天使》                 | -               |            |
| 2005年 | 《星夢情真》                 | -               |            |
| 2005年 | 《人生中轉站》               | -               |            |
| 2005年 | 《九品天神救錯人》           | -               |            |
| 2016年 | 《導火新聞線》               | 袁美儀（Emily） | 第三女主角 |

### 歌曲及派台成績
| 派台歌曲上榜最高位置 | 派台歌曲上榜最高位置 | 派台歌曲上榜最高位置 | 派台歌曲上榜最高位置 | 派台歌曲上榜最高位置 | 派台歌曲上榜最高位置 | 派台歌曲上榜最高位置 |
| -------------------- | -------------------- | -------------------- | -------------------- | -------------------- | -------------------- | -------------------- |
| 唱片                 | 歌曲                 | 903                  | RTHK                 | 997                  | TVB                  | 備註                 |
| 2002年               |                      |                      |                      |                      |                      |                      |
|                      | 異國夜行             | -                    | -                    | -                    | -                    |                      |

| 各台冠軍歌總數 | 各台冠軍歌總數 | 各台冠軍歌總數 | 各台冠軍歌總數 | 各台冠軍歌總數    |
| -------------- | -------------- | -------------- | -------------- | ----------------- |
| 903            | RTHK           | 997            | TVB            | 備註              |
| 0              | 0              | 0              | 0              | 四台冠軍歌總數：0 |

## 資料來源
1. ↑  .   [2024-09-29]. （原始内容存档于2021-05-15）.
2. ↑  陳穎妍 - 個人資料[永久]
3. ↑  . 壹週刊. 2002-07-25. （原始内容存档于2019-04-12）.
4. ↑  .   [2007-07-28]. （原始内容存档于2008-12-15）.
5. ↑  .   [2010-12-09]. （原始内容存档于2020-04-26）.

## 外部連結
- 陳穎妍的Instagram帳戶